# Zbigniew Tryburcy

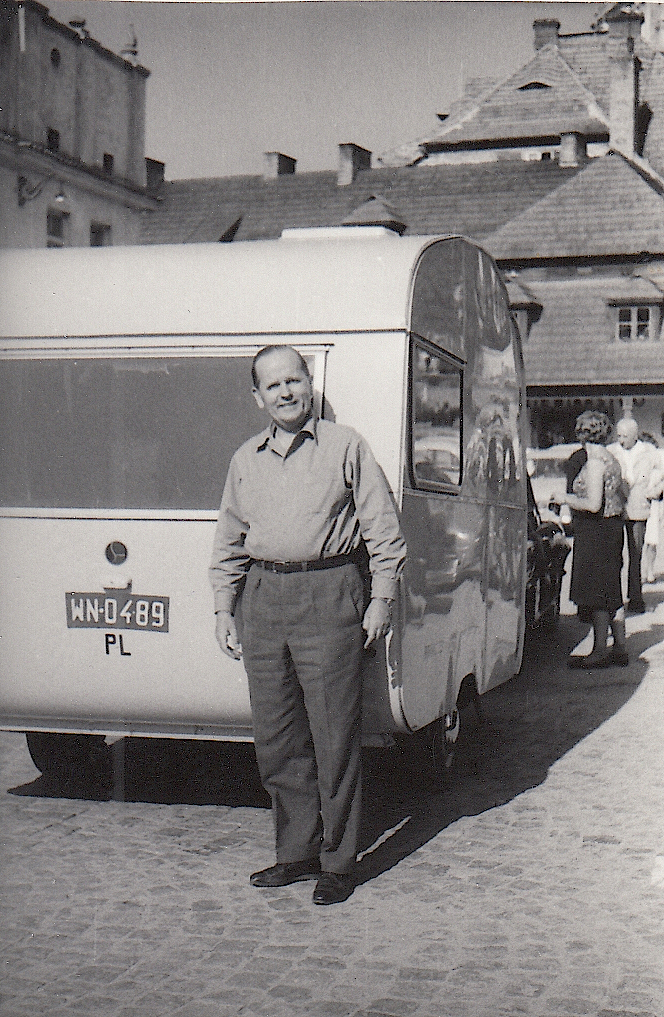
W Kazimierzu nad Wisłą – 1965

Zbigniew Marian Tryburcy (ur. 9 marca 1910 w Rabsztynie, zm. 10 stycznia 1970 w Warszawie) – polski prawnik, dziennikarz, wydawca, działacz turystyczny.

## Życiorys
Rodzicami byli Henryk Faustyn Tryburcy (1881-1953), pracownik kolei i Maria Eleonora z Zakrzewskich (1884-1947). W 1927 Zbigniew ukończył I Państwowe Gimnazjum Męskie im. B. Prusa w Sosnowcu. W latach 1929–1933 studiował na Wydziale Prawno-Ekonomicznym Uniwersytetu Poznańskiego i uzyskał tytuł magistra praw. W czasie studiów był członkiem (komilitonem) korporacji akademickiej „Palestria”.
W latach 1934–1939 Zbigniew Tryburcy pracował w Dyrekcji Kolei Państwowych w Poznaniu i Bydgoszczy, specjalizując się w zagadnieniach ekonomiczno-organizacyjnych, działał również w Kolejowym Przysposobieniu Wojskowym. W końcu 1939 był zmuszony do przesiedlenia na teren Generalnej Guberni. Zamieszkał w Warszawie. Był członkiem ZWZ-AK, pseudonim „Rabsztyn”. 1 sierpnia 1944 wybuchło Powstanie Warszawskie. Podczas ataków na cele niemieckie na terenie Ochoty, w których uczestniczył Zbigniew Tryburcy, powstańcy ponieśli porażkę. W nocy z 1 na 2 sierpnia 1944 r. zadecydowano o wyprowadzeniu powstańców z miasta. Zbigniew Tryburcy został aresztowany i osadzony w obozie Dulag 121 w Pruszkowie. Po udanej ucieczce dotarł do Piaseczna, gdzie przebywała jego żona i jej matka, Węgierka. W tym czasie w okolice Warszawy zostały przegrupowane duże oddziały armii węgierskiej walczącej po stronie Państw Osi. W okolicach Piaseczna stacjonowała węgierska 5 Dywizja Rezerwowa. Zadaniem wojsk węgierskich było stworzenie pierścienia izolującego Warszawę w czasie Powstania. Żołnierze węgierscy fraternizowali się z Polakami, a między dowódcami węgierskimi i polskimi prowadzone były negocjacje dotyczące możliwości wsparcia Powstania. W tej sytuacji Niemcy zaakceptowali powrót Węgrów do ojczyzny. Istotna była również konieczność obrony granic Węgier przed nacierającymi wojskami sowieckimi i rumuńskimi. Oficerowie węgierscy zgodzili się na wyjazd z wojskiem grupy osób pochodzenia węgierskiego. Dzięki temu w końcu sierpnia 1944 r. Zbigniew Tryburcy, wraz z rodziną, wyjechał pociągiem wojskowym na Węgry. Trafili na południe kraju. Przez proniemieckich strzałokrzyżowców zostali internowani w obozie w mieście Kadarkút. Pozostając pod nadzorem policyjnym zamieszkali następnie w mieście Kaposvár i pracowali w miejscowym szpitalu. W marcu 1945 r. ta część Węgier została zajęta przez Armię.Czerwoną. Otworzyło to możliwość powrotu do Polski. Po otrzymaniu od władz sowieckich przepustki, pary koni i wozu cygańskiego, przez Miszkolc i Koszyce dotarli 19 maja 1945 r. do Polski. Granicę przekroczyli w Leluchowie koło Muszyny. Przez Krynicę i Sosnowiec dotarli do rodzinnej Bydgoszczy. Podczas tej wędrówki przebyli ponad 1200 kilometrów.
Po wojnie Zbigniew Tryburcy pracował początkowo w Państwowej Centrali Handlowej, w 1950 r. rozpoczął pracę w Państwowym Wydawnictwie Ekonomicznym (PWE). Od 1 maja 1960 r. był sekretarzem redakcji „Przeglądu Bibliograficznego Piśmiennictwa Ekonomicznego” w tym wydawnictwie, a od 1 listopada 1967 r. redaktorem naczelnym „Przeglądu”. Współpracując z wydawanym przez PWE „Przeglądem Organizacyjnym” rozwijał także swoje zainteresowanie problemami organizacji i zarządzania. Był aktywnym działaczem Głównej Komisji Turystyki Polskiego Związku Motorowego. Jako jeden z pionierów caravaningu w Polsce, był współzałożycielem sekcji caravaningu Komisji Turystyki. Był członkiem SDP i ZAiKS.

## Rodzina
Zbigniew Tryburcy poślubił w 1940 r. Jadwigę Wandę Biskupską herbu Szreniawa (1912-2016). Mieli córkę Marię Ilonę Stodolską (ur. 1952) i syna Jana (ur. 1945). Siostrą Zbigniewa Tryburcy była artystka śpiewaczka Halina Tryburcy-Kowalska (1911-1994).
Zmarł 10 stycznia 1970 r. Pochowany na Cmentarzu Powązkowskim (kwatera 79-6-29/30/31).

## Odznaczenia
- Odznaka Zasłużonego Działacza Turystyki Polskiego Związku Motorowego
- Medal 10-lecia Polski Ludowej